# Oberbrambach
Oberbrambach gehört als Ortsteil zur Gemeinde Bad Brambach im Oberen Vogtland. Das Dorf ist als historisch bedeutsamer Quellort mit seiner ehemaligen Sprudelfabrik bekannt. An sie erinnert die Straßenbezeichnung Sprudelstraße.

## Beschreibung
Oberbrambach ist ein landwirtschaftlich geprägter Ortsteil von Bad Brambach. In der Ortsmitte befinden sich ein Teich sowie ein kleines hölzernes Quellhäuschen. Hier hat der Oberbrambacher Bach seinen Ursprung. Nördlich des Teiches erstrecken sich die Baulichkeiten der ehemaligen Sprudelfabrik. Das Gelände dient nur noch als Lagerplatz des verlagerten Brunnenbetriebs. Die modernen und 1996 in Betrieb genommenen Mineralwasserabfüllanlagen liegen östlich der Ortslage und nordöstlich der Bundesstraße 92.

## Geschichte

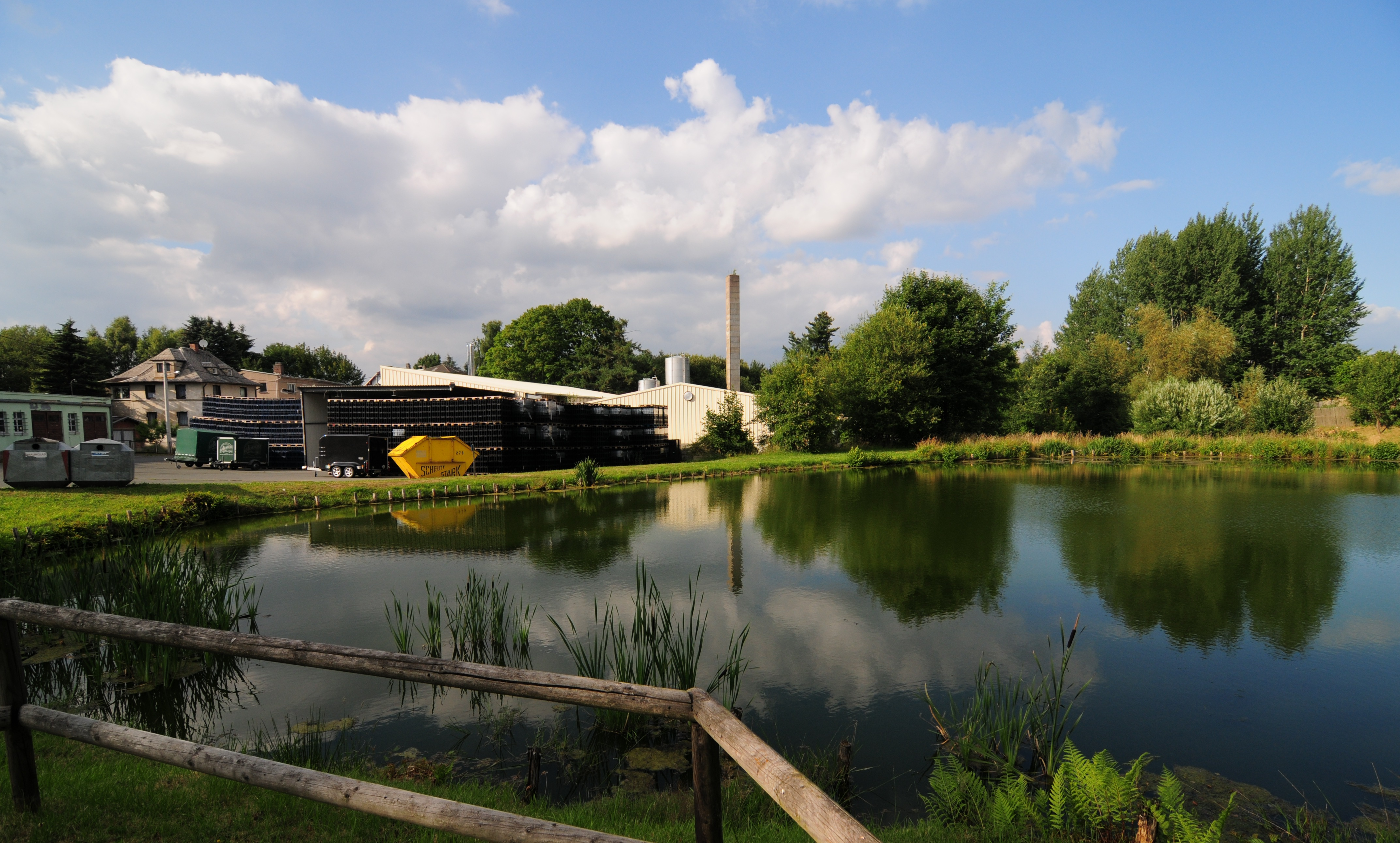
Blick über den Dorfteich zur ehemaligen Mineralwasserfabrik

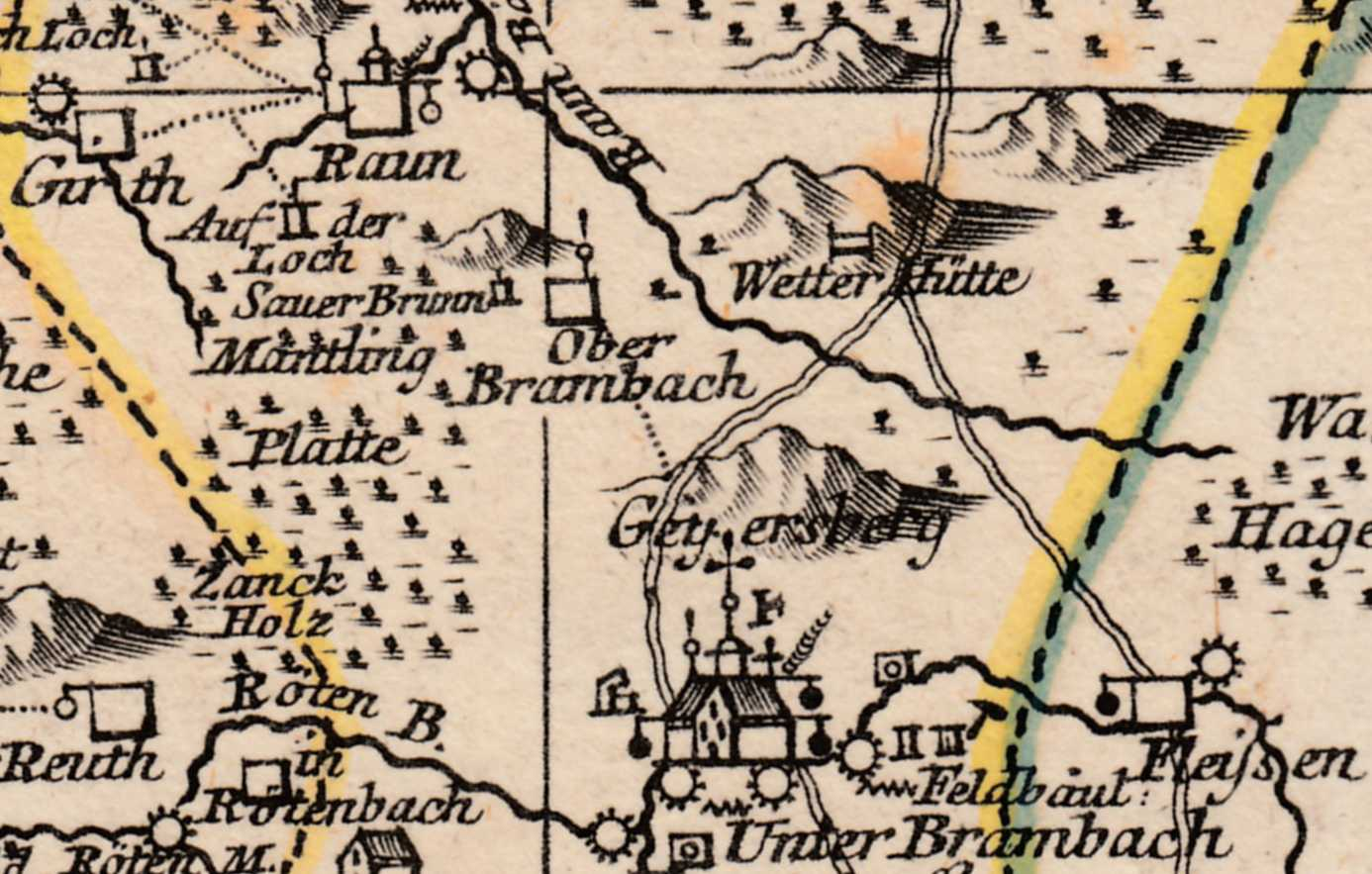
Eintrag „Sauer Brunn“ bei Oberbrambach auf einer Karte von 1758 (Peter Schenk der Jüngere)

### Ortsentwicklung
Oberbrambach ist ein Waldhufendorf, welches 1395 als Prambuch daz ober erstmalige Erwähnung fand. Seit 1938 gehören noch die abseits liegenden und weitestgehend von Wald umschlossenen Häusergruppen Frauengrün und Kleedorf zum Ortsteil Oberbrambach. Insgesamt leben hier nach den Zensusdaten von 2011 nur 92 Personen.
Im Jahre 1972 wurde die bis dahin eigenständige Ortschaft in das im Tal des Röthenbach/Fleißenbach und damit tiefer liegende Bad Brambach eingemeindet.

### Mineralquellen
Als der Chemiker Wilhelm August Lampadius 1812 in der Gegend die damals bekannten Mineralquellen des Vogtlandes auf ihre Zusammensetzung und Nutzbarkeit untersuchte, bedachte er in seinem Bericht die vorgefundene Situation mit einer positiven Einschätzung. Der „Oberbrambacher Säuerling“ im Dorf, daher auch als Gemeindebrunnen bekannt und von ihm als Quelle A bezeichnet, war in seinen Augen ein „ausgezeichneter Mineralquell“ und könne als „vorzüglichster Mineralbrunnen Deutschlands […] gelten“. Die Quelle B liegt westlich des Weilers im Taleinschnitt des Lohbachs. Wegen des hier höheren Eisengehalts hat Lampadius ihn als „Oberbrambacher eisenhaltiger Säuerling“ bezeichnet. Das vom Gemeindebrunnen zwecks Versand abgefüllte Wasser erlangte unter dem Namen Oberbrambacher Sprudel Bekanntheit.

## Sehenswürdigkeiten
Bei Oberbrambach und Landwüst befindet sich der Burgstall der mittelalterlichen Wasserburg Altes Schloß Wintersreuth, eine Ringwallanlage. Es steht als Bodendenkmal unter Schutz.

## Verkehr
Oberbrambach liegt unmittelbar westlich der Bundesstraße 92. Die Bahnstrecke Plauen–Cheb führt weiter westlich an der Ortslage vorbei, ohne einen Zwischenhalt zu ermöglichen.
Der Ort ist mit der vertakteten RufBus-Linie 36 des Verkehrsverbunds Vogtland an Bad Brambach angebunden. Am dortigen Bahnhof besteht Umsteigemöglichkeit zur Vogtlandbahn RB2 nach Plauen und Zwickau.